# (22146) Samaan
(22146) Samaan (2000 WM23) – planetoida z pasa głównego asteroid okrążająca Słońce w ciągu 4,57 lat w średniej odległości 2,75 j.a. Odkryta 20 listopada 2000 roku.